# دیر البخت
دیر البخت (به عربی: دیر البخت) یک روستا در سوریه است که در استان درعا واقع شده‌است. دیر البخت ۵٬۳۸۱ نفر جمعیت دارد.